# إبرام سمير
إبرام سمير جميل هو ممثل مصري من مواليد 6 مارس 1995.

## سيرته
درس بكلية الطب جامعة عين شمس. انضم عام 2013 لفريق عمل تياترو مصر ضمن فريق الممثلين بقيادة أشرف عبد الباقي، ليقدموا مسرحياتهم على مسرح (جامعة مصر) بمدينة السادس من أكتوبر.

## أعماله
- بنقدر ظروفك 2024 فيلم
- تاني تاني 2024 فيلم
- أسود ملون 2024 فيلم
- في بيتنا روبوت 2021 مسلسل
- اتنين في الصندوق 2020 - مسلسل (بولة)
- سبع البرمبة 2020 فيلم
- باركود 615 2020 - فيلم
- عمر ودياب 2020 - مسلسل
- الواد سيد الشحات 2019 - (ضيف شرف)
- إنت إيه 2019 - فيلم
- فكرة بمليون جنيه 2019 - مسلسل
- سرايا حمدين 2018 - مسلسل
- مسرح مصر 2018 - مسرحية
- الفندق 2017 - فيلم (شافعي) - عامل صيانة المصعد
- سكر برة 2017 - فيلم (سيد فرخة)
- عائلة زيزو 2017 - مسلسل (كريم)
- عسل أبيض 2016 - فيلم (الباتشينو)
- أنا وبابا وماما 2 2015 - مسلسل
- مسرح مصر 2015 - مسرحية
- تياترو مصر 2013 - مسرحية